# カムディ
カムディ（Khamudi, 在位：紀元前1570年頃? - 1560年頃?または1540年頃 - 1535年頃）は、古代エジプト第15王朝の第5代ファラオ（王）

## 概要
トリノ王名表の第10欄20行目に記載されており、ヒクソス王朝最後の王と考えられている。パレスティナのエリコからスカラベ印章が見つかっている他、ビブロスからも彼のものと思われる印章が出土している。在位期間は不明だが、リンド数学パピルスでは名前不明の王の治世11年目について触れた節があり、これがカムディの治世を示しているとする説がある。
先代の王アペピの治世末期、テーベの第17王朝がエジプトの解放を目指し、アヴァリスの第15王朝に戦いを挑んだ。この戦争でエジプト人の王セケンエンラーとカーメスが相次いで命を落とし、両者の間には講和が結ばれた。だが、カムディの治世の半ば頃に、カーメスの後を継いだイアフメス1世が解放戦争を再開し、テーベ側の攻勢に押されたヒクソスの勢力は急速に弱体化していった。イアフメス1世の治世10年目には首都のアヴァリスが陥落し、第15王朝はエジプトから放逐された。カムディの治世の末期にはヒクソスの支配地域はシャルヘンを中心にネゲヴ地方を僅かに残すのみになっていた。シャルヘンはイアフメスの治世15年～18年目頃に陥落したとされる。カムディがこの時に殺されたのか、あるいは既に死去していたのかは不明だが、シャルヘンの陥落をもって第15王朝は滅亡し、ヒクソスの支配は終焉を迎えた。